# 金拍屋
金拍屋指的是由法院委託民間公正第三人代辦拍賣的法拍屋。
由於法院拍賣之抵押不動產數量龐大，僅由法院之行政系統無法有效消化累積的案件，於是委由民間公正第三人進行。之所以稱為「金拍屋」，乃是因為委託之民間代辦公司名為「台灣金融資產服務股份有限公司」（簡稱台灣金服），而當時之「銀拍屋」正熱門，於是取「金服公司」之「金」字取代「銀拍屋」之「銀」字，即成「金拍屋」。

## 與銀拍屋的比較
「金拍屋」其實就是法拍屋，只是執行人不同，也是透過填寫標單競價的方式。與「銀拍屋」之主要差別是拍賣標的物屬性不同（金拍屋為債權；銀拍屋為所有權）、執行方式不同（金拍屋為密封投標；銀拍屋為口頭公開競標）、付款方式不同（金拍屋為一週內繳清全額價款；銀拍屋與一般物件一樣程序）、物件點交與否（金拍屋不一定點交，承買人不清楚屋況；銀拍屋可看屋，對屋況較有保障），兩者都是不景氣下發明之不動產專有名詞。

## 外部連結
- （繁體中文）台灣金融資產服務股份有限公司 （页面存档备份，存于）